# Platinumcars Arena

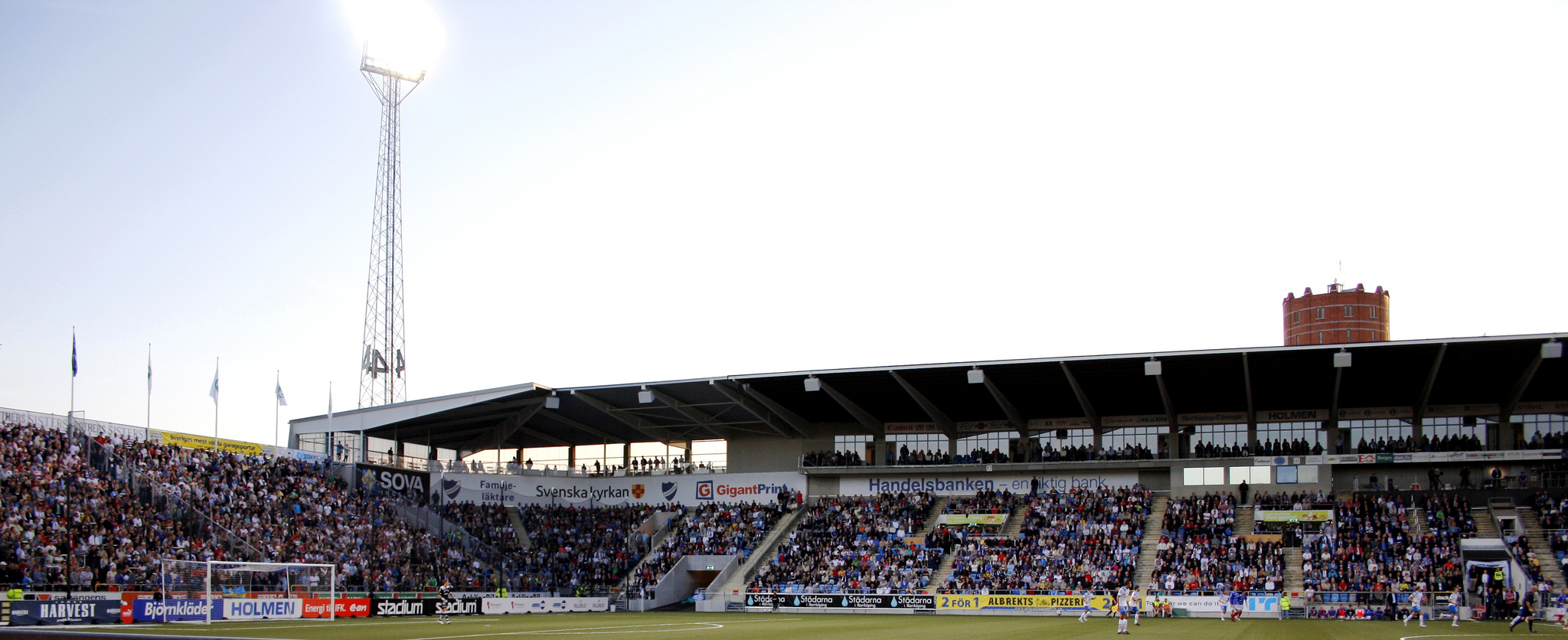
Platinumcars arena, familjeläktaren

PlatinumCars Arena, tidigare benämnd Norrköpings Idrottspark, Nya Parken (2009–2016) och Östgötaporten (2016–2020), i folkmun "Parken", är en fotbollsarena i Norrköping. Den invigdes den 25 september 1903 och är hemmaarena för IFK Norrköping, IFK Norrköping DFK, IF Sylvia och IK Sleipner. Fotbollsarenan är belägen vid Södra Promenaden och Albrektsvägen i centrala Norrköping.
Förutom en rad allsvenska och internationella matcher har till exempel Harry Persson boxats, Ricky Bruch kastat diskus och Bill Haley uppträtt på Norrköpings Idrottspark.

## Historia

### De tidiga åren
1892 väcktes iden om att anlägga en större idrottsplats i Norrköping. Flera markförslag diskuterades innan stadsfullmäktige slutligen fastnade för ett 50000 kvadratmeter stort område avgränsat av Västra Promenaden, Helgeberg och de utdragna gatorna Sydvästra Kungsgatan och Humpgatan. 
Idrottsanläggningen började byggas den 24 april 1903 och invigdes i samband med Norrköpings Idrottsförbunds Idrottsfest den 25 september samma år  på det som tidigare kallades Krogaregärdet sydväst om stadens bebyggelse, då mer eller mindre som ett fält öppet för de mest skiftande idrotter: Bland annat fanns en backe för backhoppning 1909-1923. Anläggningen drevs till en början som ett privat bolag. 
Svenska bandyfinalen hölls på Norrköpings Idrottspark 1908, när Djurgårdens IF besegrade ett kombinerat lag från Östergötlands Bandyförbund med 3-1.
1946 tar Norrköpings Stad över driften av arenan.
Publikrekordet 32 234 personer kommer från matchen IFK Norrköping – Malmö FF den 7 juni 1956. Under matchen rasade den norra ståplatsläktaren samman, med flera benbrott som följd.

### Modernisering: VM 1958
Inför fotbolls-VM 1958 revs flera av de äldre läktarna och andra byggnader på området. En ny huvudläktare i väster, VM-läktaren, byggdes i betong med omklädningsrum under publikplatserna.

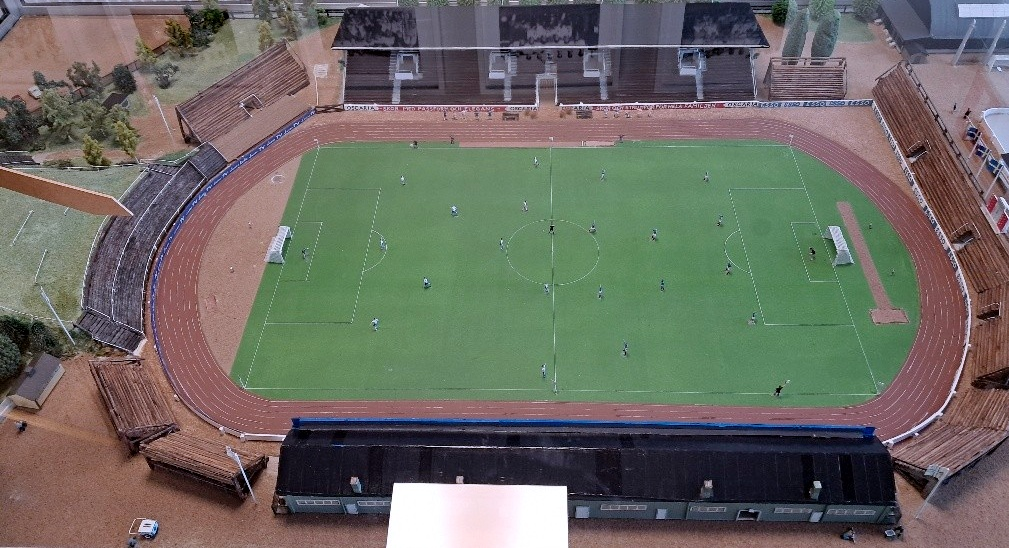
Modell över Idrottsparken cirka 1950

En modell av Idrottsparkens utseende cirka 1950 finns placerad på övre etage, västra läktaren. Den är en gåva från föreningen Äldre IFKare och överlämnades till IFK Norrköping i samband med föreningens 125-årsjubileum 2022.
Vid seriefinalen mellan IFK Norrköping och Malmö FF den 7 juni 1956 då Idrottsparkens publikrekord sattes med 32 234 åskådare, rasade en läktarsektion med personskador som följd. Detta påskyndade bygget som med knapp nöd blev klart till invigningen av VM 1958. 
1977 flyttade Vita Hästen sin ishockeyverksamhet till Himmelstalundshallen.

### Ny modernisering: EM 1992
Vid ombyggnaderna inför fotbolls-EM 1992 togs löparbanorna bort och de nya läktarna byggdes närmre planen. Samtidigt byggs en ny läkare söder om planen framför den branta kulle, "Berget", som tidigare varit ståplatsläktare. Den konstfrusna hockeyrinken norr om den norra läktaren försvinner också.  
Säsongen 2003 flyttar IF Sylvia sina hemmamatcher till Idrottsparken då arenan Bollspelaren inte godkänts för spel i Superettan. 
Anläggningens hundraårsjubileum uppmärksammades med en bok (se nedan) och en vänskapslandskamp den 20 augusti mellan Sverige och Grekland (som slutade 1-2).
2004 flyttade curlingverksamheten (curlinghallen revs vintern 2005–2006) från Idrottsparken varför anläggningen idag enbart är en fotbollsarena.
Sommaren 2004 användes Idrottsparken för en konsert med Gyllene Tider under GT25-turnén och arenan fylldes med 23 405 personer.
I samband med Riksidrottsförbundets 100-årsjubileum 2004 utsågs Norrköpings Idrottspark till en av Sveriges 100 idrottshistoriska platser.

### Nya Parken skapas
Idrottsparken byggdes på nytt om under 2008-2009. IFK Norrköping tog över delar av ägandet av arenan våren 2010 till ett pris av 308,5 miljoner kronor. Norrköpings Idrottspark bytte i samma veva namn till Nya Parken. Högsta publiksiffran efter ombyggnaden uppnåddes den 25 oktober 2015 då IFK Norrköping mötte Halmstad BK inför 16 125 åskådare.
Den 31 augusti 2009 var det invigning av "Nya Parken" genom matchen mellan IFK Norrköping och GIF Sundsvall i svenska Superettan. Nya Parken är en modern arena där samtliga läktare har tak förutom södra ståplatsläktaren. 3 av 4 hörn är inbyggda. Arenan har 4 våningsplan och 5 hissar. Teknikhallen i områdets norra del innehåller en fullstor 7-mannaplan och plats för 300 åskådare.
I september 2012 blev IFK Norrköping ägare av Nya Parken till 100 procent efter att tidigare ha ägt en tredjedel .
Under Europamästerskapet i fotboll för damer 2013 rullades gräs ut ovanpå Nya Parkens konstgräsmatta. Detta då UEFA ej tillät spel på konstgräs under mästerskapet. Efter mästerskapet återställdes konstgräsplanen. 
I juli 2025 genomförde Markus Krunegård en konsert på arenan inför över 6 000 åskådare.

### Namnbyten
Den 11 april 2016 byttes namnet på arenan till "Östgötaporten", då ett fastighetsbolag köpt rätten till arenanamnet i ett femårigt avtal.
I mars 2020 presenterades den nya partnern för arenanamnet, under säsongerna 2021-2026 kommer namnet att vara "PlatinumCars Arena".

### Delar av området bebyggs
Sedan mitten av 1980-talet fördes mer eller mindre konkreta diskussioner om att bebygga delar av området med kontor och bostäder. Under vintern 2013 framfördes planer från IFK Norrköping om byggnation av en ny läktare, bostadshus, kontor och idrottsgymnasium vid Östgötaporten. 
Under hösten 2014 startade ett bostadsbygge på den tidigare tränings-gräsplanen i områdets östra del. De första inflyttningarna skedde i under februari 2016, och kvarteren längs Albrektsvägen var helt färdiga våren 2018. 
2016 startade byggandet av ett äldreboende, Hejarklacken, i områdets sydöstra hörn.  Det togs i drift under våren 2018.

## Internationella turneringar

### Fotbolls-VM 1958
Under Världsmästerskapet i fotboll 1958 spelades två gruppspelsmatcher, Frankrike - Paraguay och Paraguay - Skottland samt en kvartsfinal, Frankrike - Nordirland på Idrottsparken.

### Fotbolls-EM 1992
Under Europamästerskapet i fotboll 1992 spelades tre gruppspelsmatcher på Idrottsparken: Oberoende Staters Samvälde - Tyskland, Tyskland - Skottland samt Skottland - Oberoende Staters Samvälde.

### Dam-EM 2013
Grupp C-gruppspelet i Europamästerskapet i fotboll för damer 2013 delades mellan på Nya Parken och Linköping Arena. I Norrköping spelades tre gruppspelsmatcher, Frankrike - Ryssland, Spanien - Frankrike och Ryssland - Spanien. Den ena semifinalen, Norge - Danmark, spelades också på Nya Parken.

## Fakta Platinumcars Arena
Arenans maximala publikkapacitet är "upp emot 16 000 åskådare".

### Underlag
Under sommaren 2018 byttes konstgräset till AstroTurf Soccer XI Arena. Efter oväntat hårt slitage byttes det ut under försommaren 2020 till Edelgrass Future DS. Under maj-juni 2024 bytes åter underlaget ut.

### Entréer
Arenan har fyra publikentréer samt en entré för press- och logeägare. Biljettkassor finns med två luckor vid varje entré.

### Loger
16 loger finns högst upp vid den västra läktaren. 

### Mat och dryck
Arenan har två restauranger, Stjärnkrogen (170 platser) och Restaurang 1897 (450 platser). Det finns tre barer på området.

### Publikservice
- Toaletter: 129 st
- Sjukvårdsrum: 3 st
- Kiosker: 14 st
- Supportershop: 2 st